# Estação Papicu
A Estação Papicu é uma estação integrante da Linha Nordeste do Metrô de Fortaleza, administrada pela Companhia Cearense de Transportes Metropolitanos (Metrofor), localizada na  Avenida Almirante Henrique Sabóia (Via Expressa), nº 3225, no bairro Papicu, na cidade de Fortaleza, capital do Estado do Ceará, Brasil.
A Linha Nordeste consiste em uma linha de Veículo Leve sobre Trilhos (VLT), movido a diesel, que percorre 13,2 quilômetros entre as estações Parangaba e Iate.
Encontra-se atualmente em construção a estrutura subterrânea que abrigará a estação Papicu da Linha Leste do Metrô. Quando concluída, a estação funcionará como estação terminal da primeira fase da Linha Leste, servindo também como ponto de partida da segunda fase, a ser executada em momento posterior, permitindo uma expansão futura do sistema para a região da Avenida Washington Soares, chegando até a região do bairro Messejana, na zona sul de Fortaleza.
Prevista para ser entregue no segundo semestre de 2027, a Linha Leste permitirá a integração, por meio da estação Papicu, entre o VLT e o metrô. A conexão entre as duas estruturas, da Linha Nordeste (superfície) da Linha Leste (subterrânea), ocorrerá por meio de um túnel, que também permitirá acesso ao terminal de integração de ônibus urbano do Papicu.

## Características

### Estação da Linha Nordeste

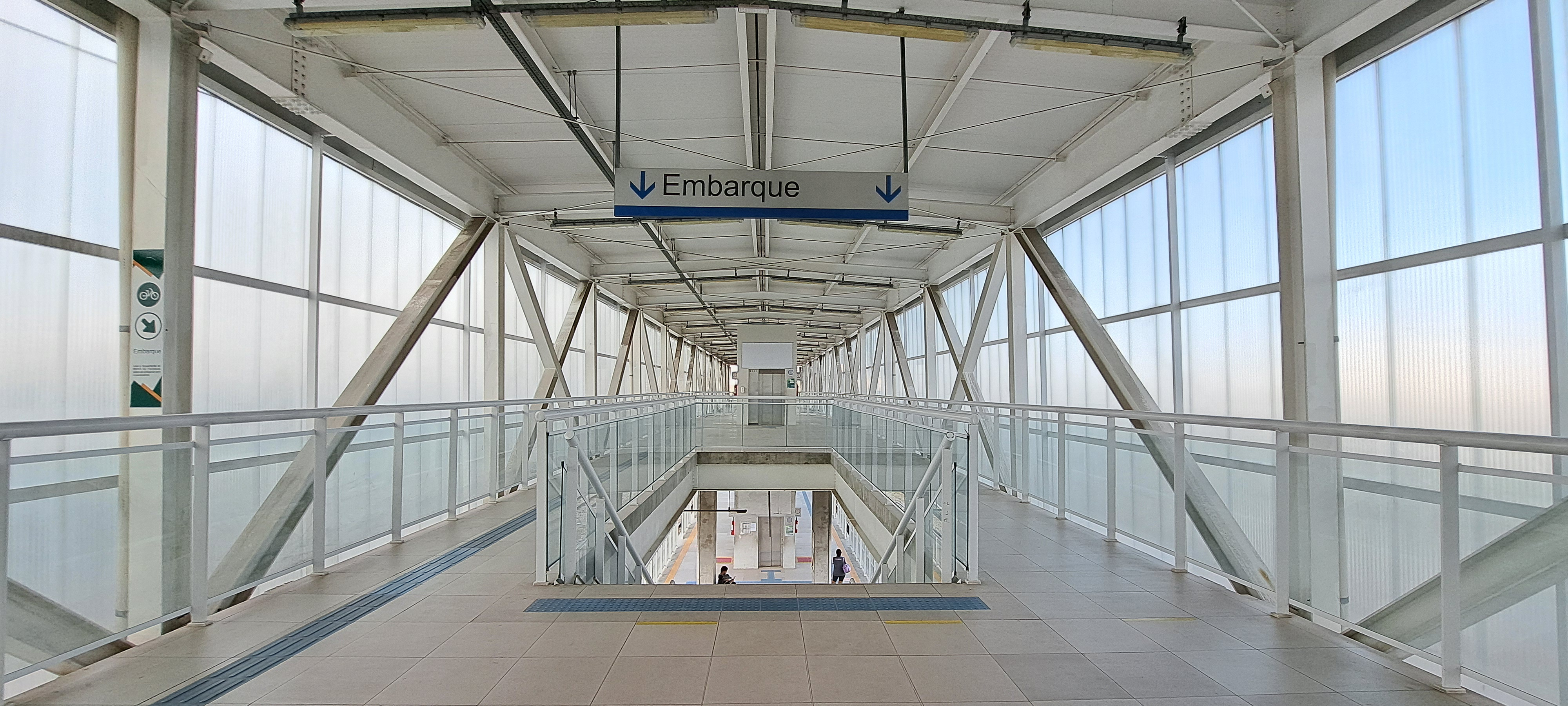
Acesso a plataforma da estação Papicu da Linha Nordeste.

Estação de superfície, segue a mesma concepção usada na Estação Parangaba, com projeto todo realizado em estrutura metálica e materiais que se diferem das demais estações existentes, dando uma característica única a ambas, que funcionam como ponto de integração entre diferentes modais.
Tem como características o acesso através de passarelas e o fechamento feito por placas de Policarbonato que dão transparência a estação bem como proteção contra intempéries. Tem a sua cobertura em telha metálica e pé-direito duplo em uma das pontas da estação, promovendo ampla visão dos passageiros ao trajeto dos trens. 

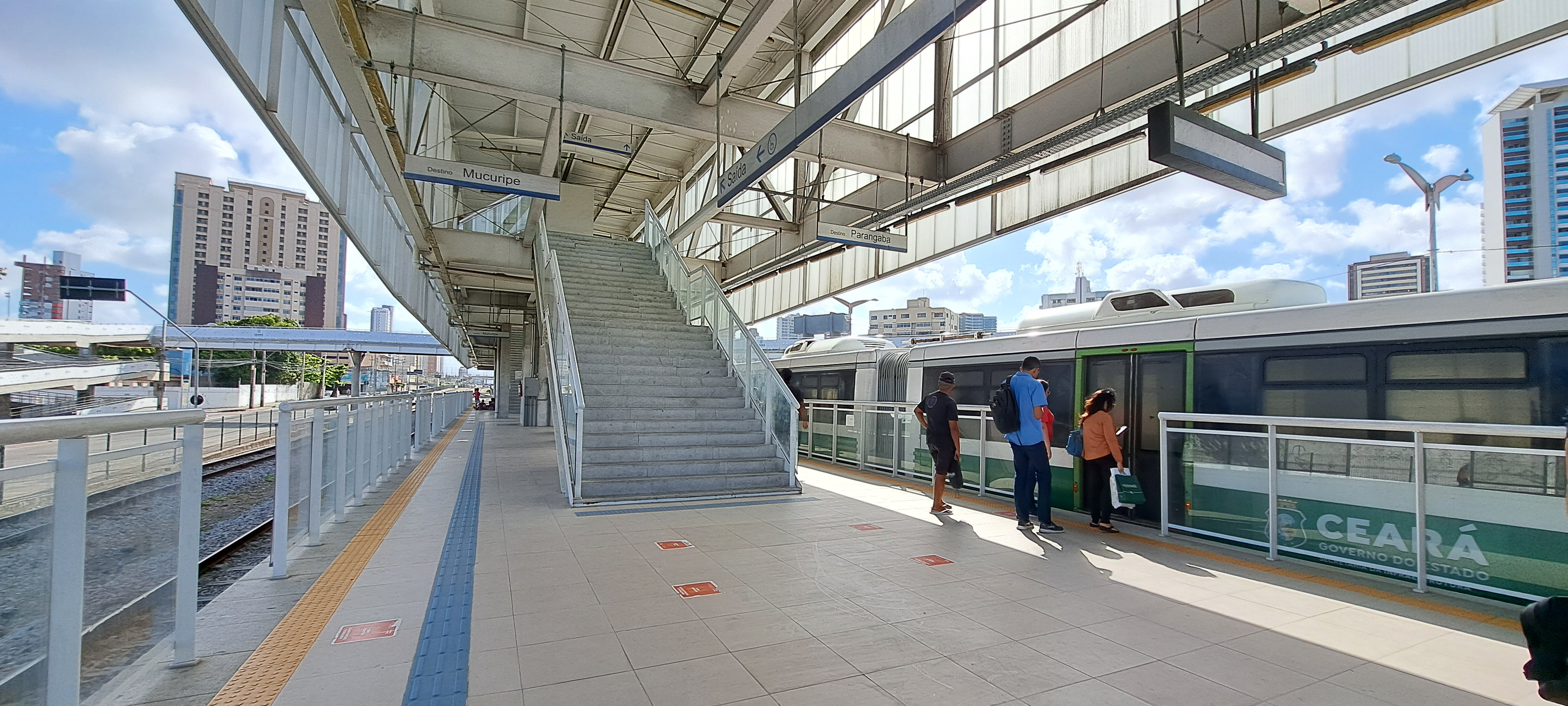
Plataforma da estação Papicu em dezembro de 2024.

Por ser aberto, em ambos os lados da estação, garante a ventilação permanente, e com a telha metálica com preenchimento térmico, a proteção contra o aquecimento e o calor, que são características predominantes da capital cearense.  

Outra característica do projeto é que devido as placas de Policarbonato serem transparentes, quando iluminadas a noite, criam um efeito luminotécnico e marcam o posicionamento da estação no contexto da cidade, sendo um marco visual para as pessoas. A estação conta também com mapas, painéis de informação e bilheterias. 

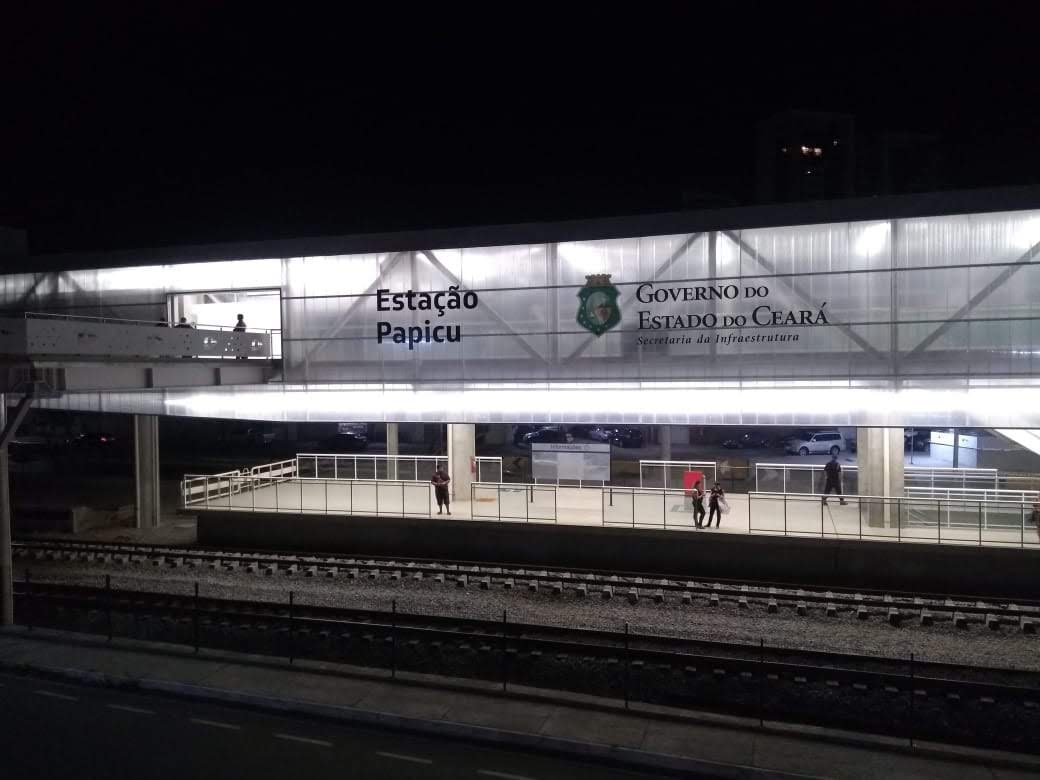
Plataforma do VLT da estação Papicu a noite.

O acesso leste é feito por uma passarela em concreto armado, possuindo piso monolítico antiderrapante, e com fechamento em guarda corpo em estrutura metálica. A rampa é de concreto com guarda corpo feito por chapas metálicas e com duplo corrimão e inclinação máxima de 8,33%. Ela está situada próxima a Avenida Jangadeiro, sendo executado um projeto de paisagismo na área próxima a rampa. O acesso tem como base o nível 16,094, sendo 8,10 metros inferior ao nível do Mezanino (nível 24,194).
O acesso oeste esta localizado ao lado da Via Expressa, possuindo as mesmas características do acesso Leste, quanto a forma e materiais que compõe a passarela e rampa. Seu nível de acesso é 16.094, estando a 8,10 metros do nível do Mezanino (24,194), local onde temos acesso a plataforma de embarque. 

### Estação da Linha Leste
Atualmente em construção, a nova estrutura será completamente subterrânea, com portas de embarque na plataforma para evitar queda acidental de passageiros, e plataforma central. A parte subterrânea destinada a Linha Leste utiliza estruturas de concreto sem revestimento, paredes de alvenaria feitas com blocos de concreto, revestidos ou não, conforme o local de aplicação; os revestimentos são os usuais, tais como pisos de placas de borracha, vinil ou granito, ladrilhos cerâmicos de alta resistência; cimentado em alguns pisos, argamassa de emboço/reboco e pintura, e cerâmica em paredes. 
O projeto dessa estação trará grandes benefícios para a população da área onde a estação será inserida, facilitando a integração entre diversos modais, permitindo uma integração eficaz e confortável para os usuários dos 4 sistemas. Com essa configuração e por sua localização estratégica, a estação Papicu será de grande importância para o conjunto da rede de transporte urbano de Fortaleza, por permitir fácil deslocamento para importantes áreas da cidade. A estação contará também com um grande estacionamento de veículos e um conjunto de lojas próxima a um de seus acessos. 
A estação terá três acessos, um de cada lado da Avenida Almirante Henrique Saboia (Via Expressa) e um interligado com o Terminal de ônibus. O acesso designado Leste, do lado esquerdo de quem trafega no sentido Bairro-Centro, ao lado da Avenida Jangadeiro. O acesso designado Oeste, do lado oposto da estação, ao lado da Via Expressa.
O acesso pelo Terminal de ônibus urbano do Papicu, que também é o ponto de ligação com a Linha Nordeste, será subterrâneo fazendo a ligação entre as linhas pela área paga, não havendo bloqueios nesse acesso, sendo utilizado os bloqueios da linha Leste.

## Acessibilidade
A estação dispõe de duas rampas, elevador, piso tátil, mapa tátil e avisos sonoros que garantem acesso e boa utilização do Metrô de Fortaleza a todos os cidadãos, incluindo aqueles que possuem alguma deficiência ou estão com mobilidade reduzida por qualquer razão. Além disso, as equipes presentes na estação, compostas por agentes de estação e vigilantes, recebem treinamento especializado para ajudar no embarque e desembarque desses passageiros.

## Tabela de Linhas
| Linhas                          | Terminais                       | Estações | Comprimento (Km) | Duração das viagens (min) | Funcionamento                       |
| ------------------------------- | ------------------------------- | -------- | ---------------- | ------------------------- | ----------------------------------- |
| Linha 4 - Amarela (Linha Leste) | Central–Chico da Silva ↔ Papicu | 7        | 7,3 Km           | -                         | Linha em construção                 |
| Linha 3 - Azul (Linha Nordeste) | Parangaba ↔ Iate                | 11       | 13,4 Km          | 36 min                    | Segunda a Sábado 05:30 Até as 23:20 |